# Sông Con (Hà Giang)
Sông Con là phụ lưu cấp 1 của sông Lô chảy ở tỉnh Hà Giang, Việt Nam.

## Dòng chảy
Sông Con khởi nguồn từ các suối ở xã Nà Chì huyện Xín Mần, chảy uốn lượn về hướng đông nam.
Đoạn qua các xã Khuôn Lùng và Tân Nam còn có tên là Nậm Thê.
Qua thị trấn Yên Bình đến xã Tân Trịnh thì tiếp nhận dòng sông Bạc. Sau đó tại thị trấn Vĩnh Tuy, Bắc Quang sông đổ vào sông Lô .

## Thủy điện
Thủy điện Sông Chừng xây dựng trên dòng chính sông Con, tại vùng đất thôn Phó Chừng và Tân Bình, thị trấn Yên Bình huyện Quang Bình. Thủy điện có công suất lắp máy 19,5 MW với 3 tổ máy, khởi công tháng 4/2008, hoàn thành tháng 5/2011 .